# Gripenberg
Gripenberg – miejscowość (tätort) w Szwecji, w regionie administracyjnym (län) Jönköping, w gminie Tranås.
Według danych Szwedzkiego Urzędu Statystycznego liczba ludności wyniosła: 300 (31 grudnia 2015), 285 (31 grudnia 2018) i 286 (31 grudnia 2019).